# Халстахамар (община)
Община Халстахамар (на шведски: Hallstahammars kommun) е разположена в лен Вестманланд, централна Швеция с обща площ 182 km2 и население 15 524 души (към 31 декември 2013). Административен център на община Халстахамар е едноименния град Халстахамар.